# Gomasio

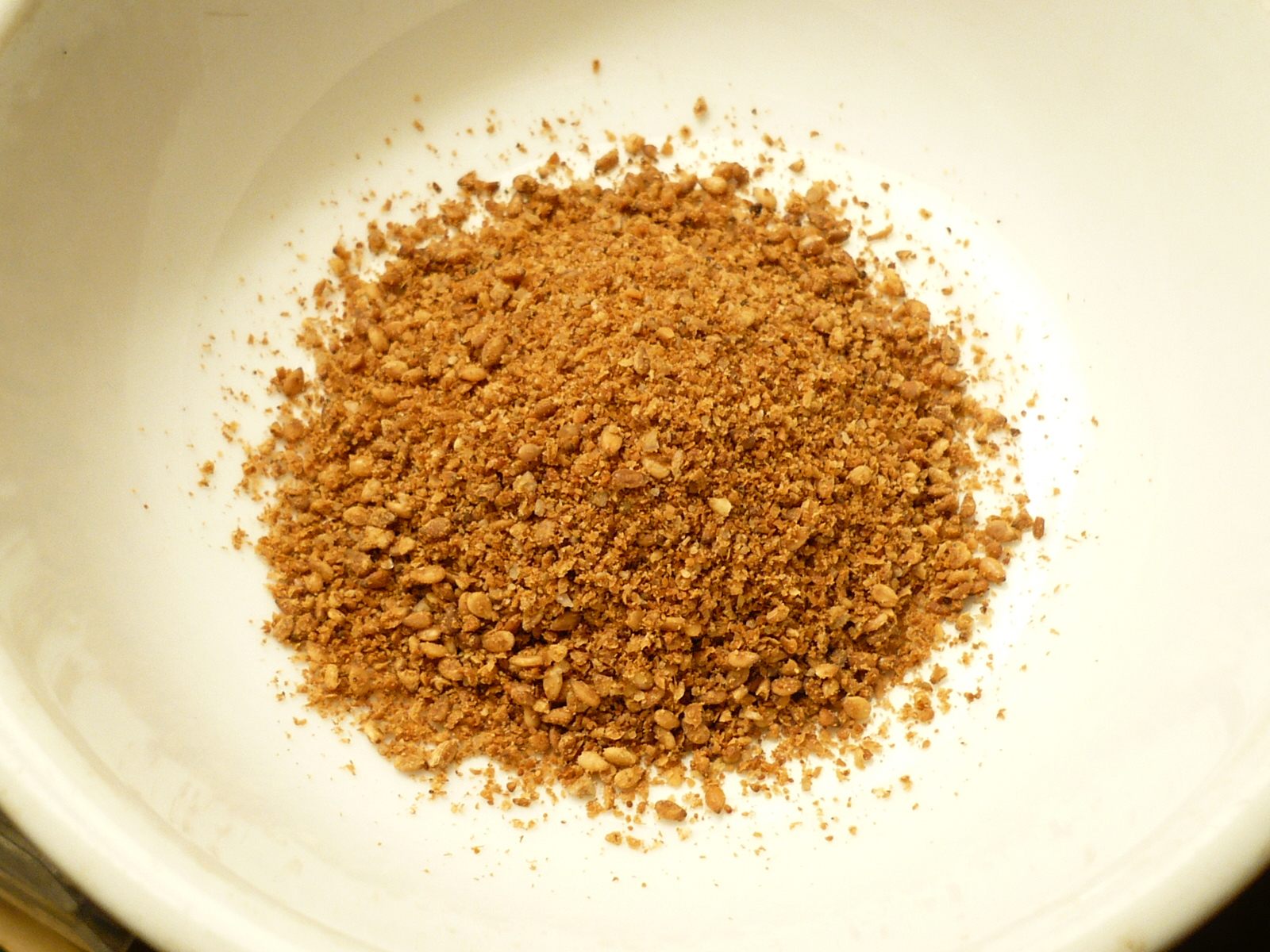
En skål med gomasio.

Gomasio är en blandning av sesamfrön och salt som rostas och används som smaksättare till alla slags rätter. Gomasio smakar bäst när den är alldeles nygjord. Gomasio används ofta i det japanska köket och påminner om en annan japansk smaksättare, furikake.